# Jürgen Herbst
Pour les articles homonymes, voir Herbst.
Jürgen Herbst (né le 30 juin 1939 à Horn) est un chanteur allemand.

## Biographie
Herbst grandit en Basse-Autriche. Son père joue du trombone et de la musique classique. À la fin de la Seconde Guerre mondiale, la famille s'installe à Francfort-sur-le-Main. En 1955, Herbst commence un apprentissage de boulanger, le métier de son grand-père. Pendant son temps libre, il chante et joue de l'accordéon dans un trio, il prend part à des concours où il est parfois récompensé. En 1964, il est repéré par Columbia Records.
Après une audition, il accepte un contrat d'enregistrement de ballades pour faire concurrence à Ronny. Son premier single sort en août 1964, Oh my Sweetheart Rosmarie se classe 25e des ventes. Des quinze titres qui suivront, seuls Ein Stern geht auf (35e), Goodbye schwarze Rose (37e) et Der Weg zurück nach Haus (29e) sont classés dans les meilleures ventes. Herbst publie un dernier single chez Polydor en 1973, après la rupture de son contrat avec CBS en 1970.
Il arrête sa carrière l'année suivante et devient boulanger.

## Discographie
| Année | Face A/B                                               | N° Catalogue |
| ----- | ------------------------------------------------------ | ------------ |
|       | CBS                                                    |              |
| 1964  | Oh my Sweetheart Rosmarie / My Rucky Ducky Sunny Girl  | 1473         |
| 1965  | Gold für meine Mary / Far, far away                    | 1661         |
| 1965  | Ein Stern geht auf / Wenn es Nacht wird am Missouri    | 1666         |
| 1965  | Good Bye schwarze Rose / Wenn die Nacht beginnt        | 2103         |
| 1965  | Wenn es Nacht wird in Montana / Goldgräber-Song        | 2138         |
| 1966  | Adios Gringo / Nie mehr allein                         | 2139         |
| 1967  | Der Weg zurück nach Haus / Weine nicht um mich         | 2529         |
| 1967  | Die Gedanken sind bei dir / Es ist so lang schon her … | 2875         |
| 1967  | Wann kommt der Tag / Einmal muss man auseinander geh’n | 2895         |
| 1968  | Ich wär` ja so gerne geblieben / Wie ein Fremder       | 3427         |
| 1968  | Einmal so, einmal so / Vielleicht schon morgen         | 3428         |
| 1969  | Es steht in den Sternen geschrieben / 1000 Meilen weit | 4109         |
| 1970  | Weit ist der Weg / Zwei Rosen im Haar                  | 4860         |
| 1970  | Immer dem Wind hinterher / Die Abendsonne              | 5188         |
|       | Polydor                                                |              |
| 1973  | Maria Helena / Einmal Mathilda                         | 2041406      |

## Source de la traduction
- (de) Cet article est partiellement ou en totalité issu de l’article de Wikipédia en allemand intitulé « Jürgen Herbst » (voir la liste des auteurs).